# Jürgen Pretzsch

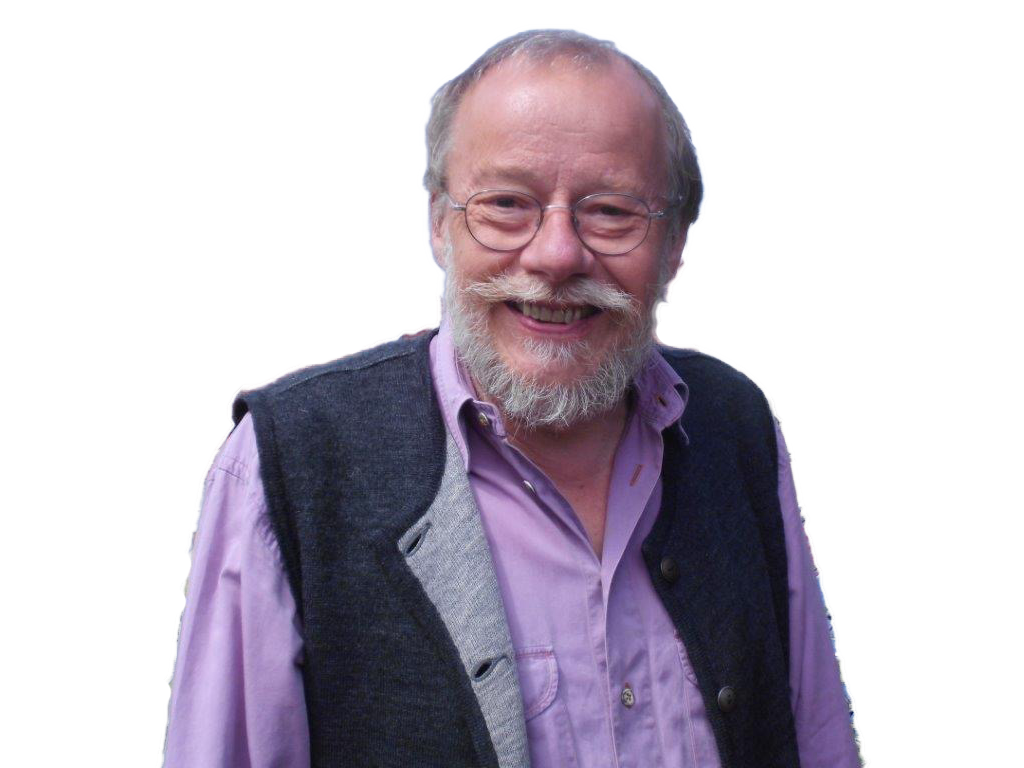
Juergen Pretzsch 2014

Jürgen Hermann Pretzsch (* 1. August 1949 in Saalfeld; † 18. Oktober 2014 in Erfurt) war ein deutscher Architekt, Städtebauer, Aquarellmaler und Grafiker.

## Leben und Wirken
Jürgen Pretzsch wurde 1949 in Saalfeld in Thüringen geboren. Sein Vater, Alfred Pretzsch (1908–1992), war Maler, Innenarchitekt, Brückenbauer, Architekturgrafiker und Hochschullehrer, seine Mutter Tischlerin und Möbelgestalterin. Seine Kindheit verbrachte er in Weimar. Nach dem Besuch der Polytechnischen Oberschule erlernte er parallel zur Erlangung der allgemeinen Hochschulreife den Beruf eines Werkzeugmachers. 1968–1972 absolvierte er an der Hochschule für Architektur und Bauwesen Weimar ein Studium für Architektur und Städtebau, das er mit dem Diplom abschloss.
Hier lernte er auch seine spätere Ehefrau Barbara (Bärbel) Rudolph (1949–2006) kennen. Gemeinsam mit ihr arbeitete Jürgen Pretzsch von 1972 bis 1991 als Stadtplaner, davon fünf Jahre in Neubrandenburg, zwei Jahre in Magdeburg und elf Jahre in Erfurt. Dabei profilierte er sich als Experte für Wohngebietsplanung, Lärm- und Umweltschutz. 1989–1994 engagierte er sich verstärkt auch politisch, wurde 1990 Mitglied im Neuen Forum (Arbeitsgruppe Umweltschutz) und brachte sich in der Wendezeit besonders mit seinen Erfahrungen im Umweltschutz in verschiedenen Gremien (Bürgerrat für Umweltschutz, Umweltbeirat, Ausschuss für Umwelt- und Naturschutz) der Stadt Erfurt ein.
Von 1991 bis zu seinem Tod im Jahr 2014 arbeitete Jürgen Pretzsch als freiberuflicher Aquarellmaler und Grafiker. Dabei spezialisierte er sich ab 1995 darauf, exponierte Bauwerke und ganze Städte in Form isometrischer Darstellungen und nach einer Begegnung mit Ernst Haeckels Kunstformen der Natur auch in Form von Radiolarien auf Papier zu bannen und mit erläuternden Texten, geprägt von seinem Interesse für Naturwissenschaft, Philosophie und Literatur, zu ergänzen. Mit seiner Kunst unterstützte er u. a. die Cyriakkapelle in Erfurt und setzte sich für soziale und ökologische Belange ein.

## Grafisches Werk
Das grafische Werk von Jürgen Pretzsch umfasst Aquarelle und teils kolorierte Grafiken in Form von Einzelwerken, Zyklen und Plakaten. Es findet sich wieder in Privatbesitz, verschiedenen Museen, Stadtarchiven und karitativen Einrichtungen. Auch im öffentlichen Raum sind von ihm gestaltete Informationstafeln anzutreffen.
Auswahl:

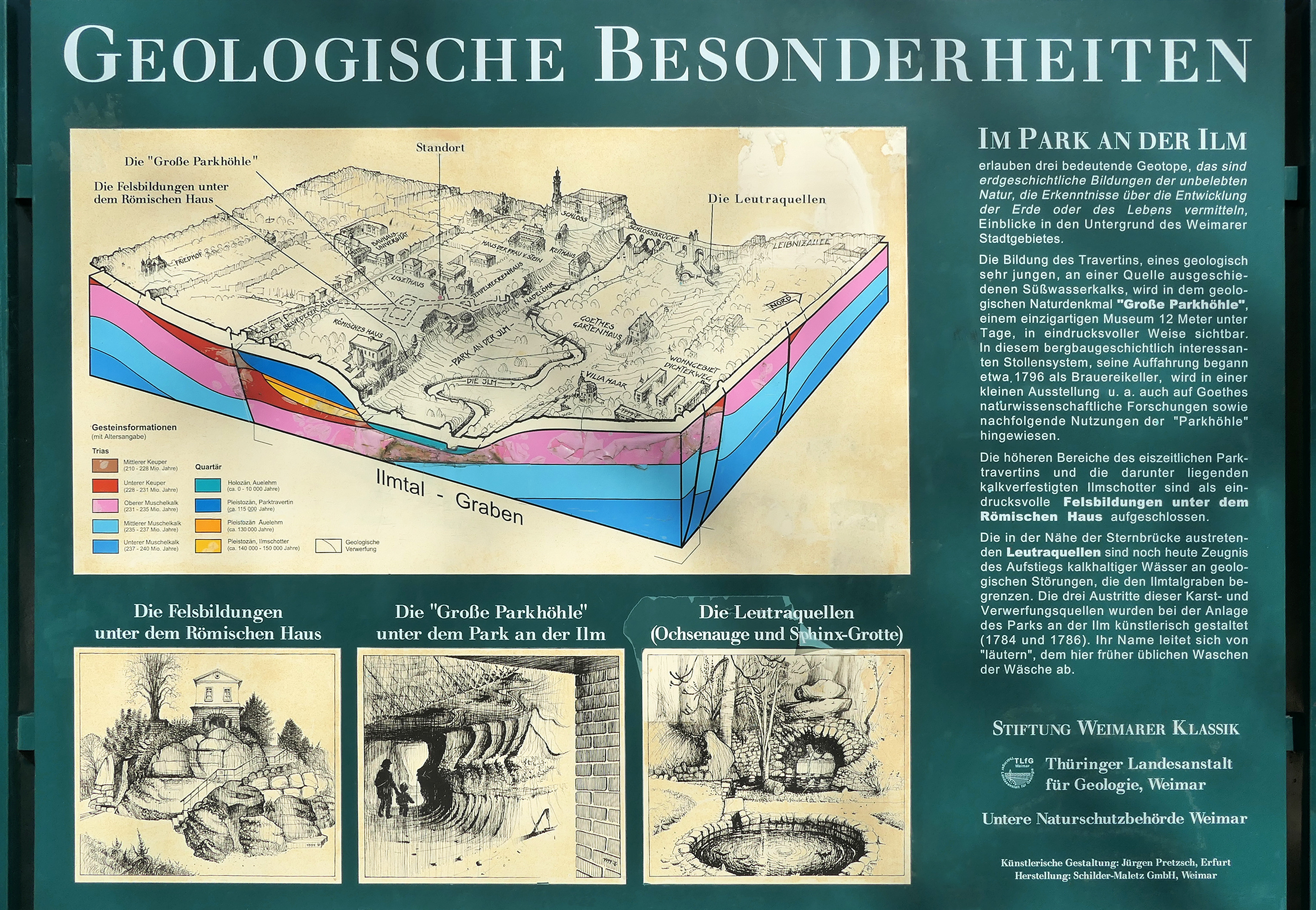
Informationstafel im Park an der Ilm, Weimar

- Plakat (deutschlandweit) Stoppt Alptraum Autobahn (1993)
- Volksbank-Triptychon für eine Filiale in Erfurt (1996)
- Aquarellzyklen für eine Gaststätte im Erfurter Andreasviertel (1992) und für die Bad Colberg Kliniken GmbH (1997 und 1999)
- Grafikzyklen Die Bäume von Dom und Severi (1994), Ulrich von Hutten und Erfurt heute (1999), Das Fliegen-! für das Flughafenrestaurant Erfurt (2006)
- Isometrien Altstadt Erfurt 1995 mit Unterstützung der Bauverwaltung Erfurt, Erfurt zwischen Domhügel und Krämerbrücke (1996), Weimar. Die Innenstadt. (1997), Industriestandort Rudolstadt-Schwarza im Auftrag der LEG (1998), Merseburg in Sachsen-Anhalt, Schloss und Dom (1998), Saaleck um 1998 für die Saalecker Werkstätten (1998), Dom und Severi 1999, Dom und Severi von Westen im Jahr 2000 mit Unterstützung des Dombauamtes, Die Krämerbrücke 2001, Werbung Die Lange Brücke in der Altstadt Erfurt (2002), Zentralperspektive Auf dem Petersberg (2002), Das kleine Altstadtblatt – Altstadt Erfurt 2004, Geyer, Bergstadt im Erzgebirge (2005), Stadtkarten Bad Kösen 1850 und 2007 (2007)
- Radiolarien erfordia turrita (2006), jene turrita (2006), Das Große Radiolarienblatt (2007), Der Stern der Verheißung (2009), Planet Erfurt (2010)
- Die Cyriakkapelle Erfurt für die Bartning-Jahre 2008–2010 (2009), Hinweisschild (2014)[7]
- Arbeiten für die Alten- und Pflegeheime Claudine Thévenet in Grimma und Seelingstädt (2004), für das Altenpflegeheim Sankt Anna in Annaberg-Buchholz[8] (2004) und für das Luisenhaus in Naumburg (2004)

## Ausstellungen
Einzelausstellungen (Auswahl):
- 1992: Erfurtbilder – Umweltbilder, erste Ausstellung zu den Erfurter Ökospielen
- 1992: erste Personalausstellung, Bad Kösen (Romanisches Haus)
- 1995: Aquarellmalerei und Grafik, Lahmeyer Hydroprojekt GmbH Weimar[9]
- 1997: In Gesellschaft von Bäumen, Landtag Erfurt und Bad Kösen
- 1998: Schlossmuseum Quedlinburg
- 1999: Veste Heldburg
- 2001: Städtebau, Saalecker Werkstätten
- 2002: Ulrich von Hutten und Erfurt heute, Erfurt, artothek Domplatz
- 2003: 10 Jahre Bad Colberg Kliniken GmbH, Bad Colberg
- 2004: Ein heimlicher Chronist von Erfurt / Isometrie, Erfurt, Rathaus Galerie etage 2
- 2005: Baustelle Bahnhof, Brückenschlag, Erfurt, Hauptbahnhof
- 2007: 20 Jahre Drosselberg in Erfurt Süd-Ost, Planungsunterlagen und eigene Zeichnungen[10]<
- 2008: Erfurt aus der Sicht der Vögel – Isometrische Grafik, Erfurt, Evangelische Studierendengemeinde
- 2009: Ausstellung über Otto Bartning im Rahmen von 90 Jahre Bauhaus mit Zeichnungen von Jürgen Pretzsch, Erfurt, Cyriakkapelle
- 2010: Radiolarien, Jena, Ernst-Haeckel-Haus[11][12]
- 2012: Skizzenblock & Offsetdruck, Erfurt, Katholisches Krankenhaus
- 2014: Radiolarien und andere Wunder der Evolution, Ausstellung zum 65. Geburtstag des Künstlers, Weimar, Kassenärztliche Vereinigung Thüringen[13]

Ausstellungsbeteiligungen (Auswahl):
- 1986: Architekten sehen ihre Umwelt, Bund der Architekten der DDR
- 1994: Mitarbeit an der Gedächtnisausstellung für Alfred Pretzsch, Stadtmuseum Weimar, Kabinett am Goetheplatz
- 2010: Großstadtparanoia, geWERK Erfurt[14]
- 2010/2011: Malerei, Zeichnungen und Grafik, Doppelausstellung mit Matthias Schöneburg, Bad Kösen[15]
- 2012: Bilder und Schränkchen, Doppelausstellung mit Möbelrestaurator Henry Thomas, geWERK Erfurt[16]